# Качканар
Качканар (рус. Качканар) град је у Русији у Свердловској области. Према попису становништва из 2010. у граду је живело 41426 становника.

## Становништво
| 1959. | 1970.  | 1979.  | 1989.  | 2002.  | 2010.  |
| ----- | ------ | ------ | ------ | ------ | ------ |
| 3.992 | 33.048 | 41.323 | 48.251 | 44.664 | 41.426 |